# Søren Kierkegaard
Søren Aabye Kierkegaard [ˈsœːɔn ˈkʰiɔ̯g̊əˌg̊ɔːˀ], danski filozof in teolog, * 5. maj 1813, København, † 11. november 1855, København.
Kierkegaard je obravnavan kot prvi eksistencialistični filozof.
V življenju je bil zaposlen s prizadevanjem postati kristjan. Občudoval je Feuerbachov ateizem in sovražil težnje po dokazovanju božjega bivanja – vzel jih je za osebno žalitev. (»Gorje vsem izdajalskim lakajem, ki so sedli in napisali lažnive dokaze.«) Menil je, da mora biti pravo religiozno prepričanje zgolj verovanje – nekaj, kar ni vednost. Religioznih prepričanj se namreč ne da utemeljiti objektivno, temveč le subjektivno.
Za zgled človekovega položaja daje Abrahama, katerega položaj je absolutna samota. V svojem obupu kliče na pomoč Boga, ki mu ne odgovarja.
Kierkegaard je bil mnenja, da bi bile stvari zadosti slabe že, če Boga ne bi bilo. A so še slabše, ker Bog obstaja. Odpre se prepad med človekom in Bogom.

## Življenje

### Otroštvo
Søren Kierkegaard se je rodil 15. maja 1813 v prestolnici Danske v bogato, ugledno trgovsko družino kot sedmi otrok. Njegov oče je tedaj štel šestinpetdeset let, mati pa štiriinštirideset. Pravega otroštva ni imel, saj mu ga je priskutil s krivdo obremenjeni oče, strogi luteranec, pri katerem je preživljal veliko časa. V enem izmed del je Kierkegaard zapisal: »V najnežnejšem otroštvu so mi naprtili vtise, ki so bili starca, kateri mi jih je naložil, samega strli. Otrok, ki ga tako nesmiselno prisilijo misliti in čutiti kot žalosten starec – kako grozno! Nič čudnega, da se mi je zdelo včasih krščanstvo najbolj nečloveška okrutnost.« Z drugimi otroki se ni smel igrati.

#### Očetova krivda
Kierkegaardovo delo je močno zaznamovala očetova vzgoja - vzgajan je bil v strogo krščanskem duhu. Njegov oče, Michael Pedersen, je namreč živel s strašnim občutkom krivde, le-to pa je prenašal na sina in na vso družino.
Očetova zgodba sega v pozno otroštvo, ko je pri desetih letih pasel ovce po jutlandski planjavi. V skrajnem obupu je stopil na neki grič, dvignil roke v nebo in glasno ozmerjal Boga za bedo, ki jo je doživljal. Krivda je bila rojena; z njo si je razlagal smrt prve in druge žene ter petih od sedmih otrok. Mislil je, da je prekleta cela družina, in bil prepričan, da bosta prekmalu preminula tudi preživela sinova, med katerima je bil Søren. Nanj je prenašal svojo krivdo in svoj strah ter mu vsiljeval misel na smrt.
Kierkegaarda je to globoko zaznamovalo; konec življenja je imel nenehno pred očmi. Iz njegovega Dnevnika je razvidno, da je bil prepričan, da bo umrl pri 34.

### Študijska leta
Nič čudnega torej ni, da se je Kierkegaard v študentskih letih očetu uprl. Leta 1830 je pričel šolanje na Univerzi v Københavnu, kjer se je ukvarjal s teologijo, literaturo in filozofijo ter se seznanil z intelektualnimi tokovi romantične in hegeljanske filozofije. Njegovo šolanje ni potekalo gladko, saj se je raje kot študiju posvečal lastnim interesom. Na zunaj je živel veselo življenje - v družbi tovarišev se je vdajal nočnim zabavam v lokalih in raznovrstnim pretiravanjem - vendar ne ravno z dobro vestjo. V ozadju se je namreč skrivala njegova nerazložljiva melanholija, ki se mu je ni uspelo nikoli iznebiti, na kar nakazuje tudi zapis v Dnevniku za leto 1836: »Pravkar se vračam z zabave, ki sem ji bil duša in srce; duhovitost je kar bila z mojih ustnic, vsi so se smejali in me občudovali – jaz pa sem odšel in bi se najrajši ustrelil ...«
Prav ta leta je tudi veliko premišljeval in bral ter razvil svoj ostri estetski čut. 
Z očetom se je Kierkegaard spravil malo pred njegovo smrtjo (1838), po kateri se je njegovo življenje popolnoma spremenilo. Naposled je dokončal študij teologije (1840), vendar pastor zaradi nestrinjanja s cerkvijo ni postal.

### Zaroka z Regino Olsen
Še preden je dokončal univerzitetni študij, se je zaljubil v sedemnajstletno Regino Olsen, hčer danskega parlamentarca, s katero se je septembra 1840 tudi zaročil. Ko je prišel čas poroke, pa je zaradi lastnih kompleksov in pomislekov zaroko kljub ljubezni do zaročenke preklical (1841). V Dnevniku je opisal ta prelom in dodal: »Tako sva se ločila. Vso noč sem v postelji jokal. Prihodnjega dne pa sem se vedel kot po navadi, bil sem prav tako duhovit in razigran. To je bilo potrebno. Moj brat je rekel, da bo šel k njenim domačim in jim dokazal, da nisem baraba. "Če boš to storil, ti bom pognal kroglo v glavo", sem odvrnil. To najbolje dokazuje, kako prizadet sem bil. Odšel sem v Berlin. Zelo sem trpel, vsak dan sem mislil nanjo.« Nato sledi pripomba: »Ko so bile vezi pretrgane, sem pomislil tole: ali se vrzi v najbolj divje veseljačenje ali pa postani globoko veren, vendar z vernostjo, ki bo drugačna od popovske brozge.« Izbral je drugo možnost in se posvetil svojemu filozofskemu poslanstvu.
Prekinitev zaroke je zaznamovala tudi njegovo delo – pojavi se vprašanje ženske kot ideje in problema strahu pred spolnostjo. Hkrati pa je tudi rojstvo Kierkegaarda pisatelja in misleca. Postal je eden izmed najplodovitejših danskih pisateljev, prelom pa sprejel kot nekakšno višjo usodo. Prišel je do spoznanja, da je bila njegova tragedija po božji volji potrebna za to, da se osvobodi za resnično veliko nalogo, katere izpolnitev bi poroka lahko preprečila. Štel se je za nekakšno spravno žrtev višjega reda.
O tem je zapisal: »Misel, da so v vsaki generaciji dva ali trije, ki so žrtvovani za druge, sega v mojem spominu zelo daleč nazaj; in v svoji melanholiji sem dojel, da sem tudi sam določen v ta namen.«

#### Vzroki za prekinitev zaroke
Nepričakovana odločitev bi lahko temeljila na Kierkegaardovi telesni deformiranosti, ki jo je zelo opazil – hrbtenico je imel rahlo ukrivljeno, tako da je izgledal nekoliko grbast. V resnici grba ni bila zares očitna in tudi Regine ni motila; vseeno ga je imela iskreno rada.
Vzrok bi lahko tičal tudi v impotenci, začasni ali trajni, ki bi jo lahko povzročila celo kakšna posebno odvratna seksualna izkušnja. Znano je namreč, da je šel Kierkegaard leta 1838 s pajdaši v bordel, po dogodku pa je v Dnevnik zabeležil, da lahko takšno moralno gnušenje povzroči celo nekakšno seksualno paralizo ali pa tudi dejansko impotenco – vse je odvisno od stopnje gnušenja.
V času, ko je bil zaročen z Regino, ga je njegovo telesno stanje tako skrbelo, da se je posvetoval celo z zdravnikom (zgolj zaradi grbe tega verjetno ne bi storil).
Na seksualno šibkost večkrat namiguje tudi v svojih delih. V primeru poroke z mlado, fizično zdravo in ljubečo žensko bi to zanj pomenilo nesrečo, zato je izbral manjše zlo in od bodoče neveste, s katero sta si bila zelo blizu, pobegnil.
Da bi Regini vse skupaj olajšal, je skušal igrati lahkomiselnega uživača, ki resnične ljubezni ne pozna in dekleta posledično sploh ni vreden. Tudi umazanih govoric, ki so krožile po Københavnu, si ni prizadeval zaustaviti. V Dnevniku pravi: »Če ljubiš kakor na smrtni postelji – in jaz sem dejansko mislil tako vsakič, ko sem se ji posvečal; nikoli mi ni dejansko prišlo na misel, da bi jo ljubil mirno in zaupno – je to zares dovolj, da bi obupal. Hrepenel sem samo po tem, da bi ostal pri njej; toda v trenutku, ko sem odšel, sem čutil, da bo šlo vse narobe, in ta trenutek je napočil vse prehitro. Odločil sem se, da jo bom prepričal o tem, da je ne ljubim.«

### Poklic
Po očetu je Kierkegaard podedoval zapuščino, ki mu je omogočila, da se v življenju ni nikoli odločil za poklic luteranskega duhovnika, temveč se je posvetil filozofiranju in pisanju.

### Smrt
Umrl je pri 42 letih, 11. novembra 1855, v københavski bolnišnici. Vzrok smrti naj bi bili zapleti zaradi padca z drevesa v otroštvu.

## Filozofija
Kierkegaard iz religioznega stališča preučuje načine človekove eksistence, njegovo izhodiščno vprašanje pa je 'kako jaz kot bivajoč subjekt stopam v odnos do Boga?'. Za to je potrebno najprej »samega sebe razumeti v eksistenci«, kar je po njegovem mnenju iz svojega mišljenja izključila filozofija nemškega idealizma, posledično pa ustvarila tip »abstraktnega misleca«. Le-tega Kierkegaard ostro kritizira, saj naj zaradi svojega vidika iz večnosti ne bi upošteval konkretnosti, časovnosti, ker pa ima tudi sam konkretno eksistenco, posledično ne prevzame odgovornosti za temelj svojega bivanja. Abstraktni mislec mora zato postati subjektiven, doseči »da se spoznanje nanaša na spoznavajočega, ki je bistveno bivajoč«. V središče Kierkegaardovega preverjanja tako pride človekova eksistenca in vprašanje, kaj je človek? Ta je po njegovih besedah »sinteza neskončnosti in končnosti, časovnega in večnega, svobode in nujnosti«. Človek pa mora svoje sebstvo pridobiti z zavestnim zanašanjem na sintezo svoje biti. Biti, kar on sam je, človeku ni dano, ampak je naloga, njeno izpolnitev pa mu nalaga njegova svoboda. 
Človek lahko svoje sebstvo zavestno ali nezavestno tudi zgreši, kar Kierkegaard označuje kot obup. Ker se človek kot sinteza ni ustvaril sam, ampak ga je ustvaril Bog, je njegovo nesorazmerje s svojo sintezo pred Bogom greh – ne hoteti biti to kar si. Pot posameznika k verovanju, v katerem človek temelji na moči, ki ga je postavila, opisuje z različnimi stadiji eksistence. V estetskem stadiju človek samega sebe še ni izbral kot sebstvo. Živi v zunanjosti in čutnosti, vendar je odvisen od zunanjosti, tistega, kar ni v njegovi moči. Iz tega izhaja obup nad možnostjo, da bi mu bile razmere, v katerih živi, lahko vzete. Ko si posameznik v obupu izbere samega sebe kot to, kar je, preide v etični stadij. S to izbiro njegova eksistenca pridobi neodvisnost od zunanjosti, sama postane subjekt odločanja in postavi absolutno razliko med dobrim in zlom. A v možnosti krivde etik spozna, da ne obvladuje razmer tako, da bi živel etično idealno, kajti nad njim je greh. To vodi v zadnji, religiozni stadij, v katerem človek samega sebe prizna za grešnika in doume, da se greha sam ne more osvoboditi, saj edino Bog lahko postavi pogoje resnice. Bog pa je moral priti k ljudem, da bi jim to podal – človek sam od sebe ne more dospeti do resnice temveč mora od boga prejeti njene pogoje. V veri človek brez pridržkov utemeljuje samega sebe v Bogu.

### Zgodba oAbrahamu
V knjigi Strah in trepet je podal naslednjo razlago svetopisemske zgodbe o Abrahamu in Izaku: Abraham je nerazumljiv kot človek (če si ga zamislimo kot pravega človeka in ne kot fantastično osebo iz mitološke literature). Ali je vseskozi morilec ali pa smo pred paradoksom, ki je onstran razuma.
»Abraham uživa čast in slavo kot oče vere, medtem ko bi ga morali tožiti in ga obsoditi kot morilca.« Toda če ga ne gre obsojati kot možnega morilca (kar ga gotovo ne more narediti za očeta vere), potem ga je treba obsoditi kot norega. »Človeško rečeno, blazen je in za nikogar ne more biti razumen. In vendar, to je najmanjši izraz za njegovo blaznost.«
Ena od najbolj pozornost vzbujajočih idej Kierkegaardove razlage Abrahamove norosti (tista, ki naj bi vzbudila strah in trepet iz naslova knjige) je, da zagotovitev teološke premise ne spremeni ničesar. Abraham je nor, če je Bog govoril z njim ali ne. Če moralen človek, poslušen zakonom, »sliši božji glas« in zato postane družbeno neodgovoren in če brez zločinskega namena žrtvuje sina, da bi izpolnil skrivni ukaz, ki mu ga je dal Bog na samem, potem nedvomno z medicinsko-družbenega (tj. človeškega) stališča ni pri pravi pameti.
Abraham ni nor samo v prejšnjem pomenu, temveč tudi v naslednjem: ne verjame samo, da bo sin umrl, ampak hkrati tudi, da ne bo umrl. (Še vedno verjame, da se bo Bog držal zaveze.) Z gotovostjo verjame v dve medsebojno izključujoči se tezi in se ravna glede na vsako posebej.Tako je Abraham ali morilec ali blazen ali pa je njegova zgodba razumu nedoumljiva.
Zadnji sklep se glasi: »Vera je paradoks, ki zmore spremeniti umor v sveto, Bogu všečno dejanje. Abraham je deloval na temelju absurda in zato postal oče vere. Bil je večji od vseh, velik zaradi svoje moči, ki je nemoč, velik zaradi modrosti, katere skrivnost je norost, velik zaradi upanja, katerega skrivnost je blaznost, velik zaradi ljubezni, ki je mržnja samega sebe.« 
S Platonovim izrazom je Abrahamovo stanje imenoval »božanska blaznost«.  Seveda se Kierkegaard ni vpraševal, ali je bil Abraham blazen, ampak je bila njegova blaznost božansko ali demonično navdahnjena. S človeškega vidika je to še vedno vseeno.
Kierkegaard sugerira, da je posameznik vir vse avtoritete in da je popolnoma odgovoren za svoje odločitve in dejanja. Abraham bi lahko glasu Boga odgovoril na zelo različne načine, a se je odločil, da ga sprejme. S tem je podelil svojo avtoriteto božjemu ukazu.

## Dela
- (1841) Om Begrebet Ironi med stadigt Hensyn til Socrates (On the Concept of Irony with Continual Reference to Socrates)
- (1843) Enten-Eller (Ali – ali)
- (1843) To opbyggelige Taler (Two Upbuilding Discourses)
- (1843) Frygt og Bæven (Strah in trepet)
- (1843) Tre opbyggelige Taler (Three Upbuilding Discourses)
- (1843) Gjentagelsen (Repetition)
- (1843) Fire opbyggelige Taler (Four Upbuilding Discourses)
- (1844) To opbyggelige Taler (Two Upbuilding Discourses)
- (1844) Tre opbyggelige Taler (Three Upbuilding Discourses)
- (1844) Philosophiske Smuler (Ponovitev; Filozofske drobtinice ali Drobec filozofije)
- (1844) Begrebet Angest (Pojem tesnobe: preprosto psihološko nazorno razmišljanje v smeri dogmatičnega problema izvirnega greha)
- (1844) Fire opbyggelige Taler (Four Upbuilding Discourses)
- (1845) Tre Taler ved tænkte Leiligheder (Three Discourses on Imagined Occasions)
- (1845) Stadier paa Livets Vei (Stages on Life's Way)
- (1846) Afsluttende uvidenskabelig Efterskrift (Concluding Unscientific Postscript to Philosophical Fragments)
- (1847) Opbyggelige Taler i forskjellig Aand (Edifying Discourses in Diverse Spirits)
- (1847) Kjerlighedens Gjerninger (Dejanja ljubezni)
- (1848) Christelige Taler (Krščanski (na)govori)
- (1848, izdano 1859) Synspunktet for min Forfatter-Virksomhed. En ligefrem Meddelelse, Rapport til Historien (Z vidika mojega pisateljstva)
- (1849) Sygdommen til Døden (Bolezen za smrt: krščanska psihološka razprava za spodbudo in prebujo; in Trije spodbudni govori)
- (1849) "Ypperstepræsten" – "Tolderen" – "Synderinden", tre Taler ved Altergangen om Fredagen (Three Discourses at the Communion on Fridays)
- (1850) Practice in Christianity (Indøvelse i Christendom)

### Prevodi
- Kierkegaard, S. 1987. Bolezen za smrt : krščanska psihološka razprava za spodbudo in prebujo. in Trije spodbudni govori, (Religiozna misel, 2). Celje: Mohorjeva družba. (COBISS) Arhivirano 2015-02-08 na Wayback Machine.
- Kierkegaard, S. Kalan, V. (urednik) 1987. Ponovitev. Filozofske drobtinice ali Drobec filozofije, (Filozofska knjižnica, zv. 30). Ljubljana: Slovenska matica. (COBISS) Arhivirano 2015-02-07 na Wayback Machine.
- Kierkegaard, S. 1998. Pojem tesnobe : preprosto psihološko nazorno razmišljanje v smeri dogmatičnega problema izvirnega greha, (Filozofska knjižnica, 43). V Ljubljani: Slovenska matica. (COBISS) Arhivirano 2015-02-07 na Wayback Machine.
- Kierkegaard, S. 2003. Ali - ali : I. in II. del, (Knjižna zbirka Claritas, 22). 1. izd. Ljubljana: Študentska založba. (COBISS) Arhivirano 2015-02-07 na Wayback Machine.
- Kierkegaard, S. 2004. Bolezen za smrt : krščanska psihološka razprava za spodbudo in prebujo. in Trije spodbudni govori, (Zbirka Religiozna misel, 2). 2., pregledana izd. Celje: Mohorjeva družba. (COBISS) Arhivirano 2015-02-07 na Wayback Machine.
- Kierkegaard, S. 2005. Strah in trepet, (Filozofska zbirka Aut, 26). Ljubljana: Društvo Apokalipsa. (COBISS) Arhivirano 2015-02-07 na Wayback Machine.
- Kierkegaard, S. 2009. Etično-religiozni razpravici, (Filozofska zbirka Aut, 41). Ljubljana: Društvo Apokalipsa. (COBISS) Arhivirano 2015-02-07 na Wayback Machine.
- Kierkegaard, S. 2010. Proces ljubezni : tajno življenje ljubezni, kako jo razpoznavamo po njenih sadovih. Zvon, letn. 13, št. 4, str. (COBISS) Arhivirano 2015-02-07 na Wayback Machine.
- Kierkegaard, S. 2012. Dejanja ljubezni. 1. izd. Ljubljana: Družina. (COBISS) Arhivirano 2015-02-07 na Wayback Machine.
- Kierkegaard, S. 2012. Z vidika mojega pisateljstva, (Filozofska zbirka Aut, 58). Ljubljana: KUD Apokalipsa. (COBISS) Arhivirano 2015-02-07 na Wayback Machine.
- Kierkegaard, S. 2013. Dnevnik zapeljivca, (Filozofska zbirka Aut, 67). Ljubljana: KUD Apokalipsa. (COBISS) Arhivirano 2015-02-07 na Wayback Machine.
- Kierkegaard, S. 2013. Pohujšanje. Apokalipsa, letn. 20, št. 172. (COBISS) Arhivirano 2015-02-07 na Wayback Machine.
- Kierkegaard, S. 2014. Dejanja ljubezni. Ljubljana: Družina. http://www.biblos.si/lib/book/9789610400561. (COBISS) Arhivirano 2015-02-07 na Wayback Machine.
- Kierkegaard, S. 2014. Krščanski (na)govori, (Zbirka Religiozna misel, 31). Celje: Celjska Mohorjeva družba: Društvo Mohorjeva družba. (COBISS) Arhivirano 2015-02-07 na Wayback Machine.

## Zanimivosti
- Življenje je preživel v rojstnem mestu, ki ga je zapustil le petkrat (enkrat je šel na Švedsko, štirikrat v Berlin).